# Issoria uganda
Issoria uganda är en fjärilsart som beskrevs av Johannes Karl Max Röber 1937. Issoria uganda ingår i släktet Issoria och familjen praktfjärilar. Inga underarter finns listade i Catalogue of Life.